# Louvain-la-Neuve-moskee
De Louvain-la-Neuve-moskee is een moskee gelegen in Louvain-la-Neuve, een deelgemeente van Ottignies-Louvain-la-Neuve, in de Belgische provincie Waals-Brabant.
De lokale moslimgemeenschap bad sinds 1980 in een kleine studio van de Cercle des étudiants musulmans op de Place des Sports in de wijk Hocaille. Mannen en vrouwen waren daarbij van elkaar gescheiden middels een gordijn. In 1999 nam de vzw Centre culturel islamique d'Ottignies-Louvain-la-Neuve stappen om een moskee te bouwen. Het project werd toevertrouwd aan de Brusselse architect Miloud Bouzahzah, gespecialiseerd in de bouw en renovatie van moskeeën. Na jaren van wachten en stedenbouwkundige en financiële obstakels werd in het voorjaar van 2009 de bouwvergunning afgegeven. De werkzaamheden begonnen in maart 2011 en op 31 mei 2016 werd de moskee ingehuldigd.
De bouw van de moskee werd door de moslimgemeenschap gefinancierd door middel van donaties en vrijwillige bijdragen zonder subsidies te hebben ontvangen.
De moskee is gebouwd in moderne architectuur met rode bakstenen en bevat 3 verdiepingen. De oppervlakte van heel het domein is 700 m² en biedt plaats aan maximaal 250 mensen. Er is geen minaret aanwezig en op het dak bevindt zich een koepel. Mannen en vrouwen hebben elk hun eigen gebedsruimte met wasruimte.